# Alstrup Sogn (Vesthimmerlands Kommune)
|  | Dette opslag omhandler sognet i Himmerland, for sognet af samme navn i Vendsyssel, se Alstrup Sogn (Jammerbugt Kommune) |
Alstrup Sogn er et sogn i Vesthimmerlands Provsti (Viborg Stift).
I 1800-tallet var Alstrup Sogn anneks til Louns Sogn. Begge sogne hørte til Gislum Herred i Aalborg Amt. Louns-Alstrup sognekommune blev ved kommunalreformen i 1970 indlemmet i Farsø Kommune, der ved strukturreformen i 2007 indgik i Vesthimmerlands Kommune.
I Alstrup Sogn ligger Alstrup Kirke.
I sognet findes følgende autoriserede stednavne:
- Alstrup (bebyggelse, ejerlav)
- Alstrup Tinghuse (bebyggelse)
- Alstrup Vestergård (bebyggelse)
- Bavnehøj (areal)
- Gedstedbro (bebyggelse)
- Hestbæk (bebyggelse)
- Illeris Gårde (bebyggelse, ejerlav)
- Illerisøre (bebyggelse)
- Kragøre Huse (bebyggelse)